# Кубок СССР по современному пятиборью 1989
Кубок СССР по современному пятиборью среди мужчин проводился в столице  Грузинская ССР Тбилиси с 21 по 25 марта 1989 года.На турнире награды разыгрывались в личном и командном первенстве. На старт вышли все сильнейшие пятиборцы страны во главе с олимпийским чемпионом Анатолием Старостиным, который вернулся в большой спорт после отбытия дисквалификации.
Кубок СССР входил в систему отбора в сборную команду Советского Союза на чемпионат мира 1989 года, который должен был пройти в городе Будапеште Венгрия.

## Кубок СССР. Мужчины. Лично-командное первенство
| Дисциплина        | Золото                                      | Серебро                                                | Бронза                                        |
| Личное первенство | Л. Витославский · Москва · Вооруженные Силы | И. Фельдман · Фрунзе Киргизская ССР · Вооруженные Силы | А. Поддубный · Фрунзе Киргизская ССР · Динамо |

- Итоговые результаты. Личное первенство.

| Место | Спортсмен       | Республика, город, спортивное общество  | Сумма очков |
| ----- | --------------- | --------------------------------------- | ----------- |
| 1.    | Л. Витославский | Москва, Вооруженные Силы                | 5449        |
| 2.    | И. Фельдман     | Фрунзе Киргизская ССР, Вооруженные Силы | 5433        |
| 3.    | А. Поддубный    | Фрунзе Киргизская ССР, Динамо           | 5377        |

- Итоговые результаты. Командное первенство.

| Место | Спортивное общество | Спортсмен, город                                                     | Сумма очков |
| ----- | ------------------- | -------------------------------------------------------------------- | ----------- |
| 1.    | Динамо-1            | А. Поддубный (Фрунзе) А. Смирнов (Гомель) С. Штепу (Кишинев)         | 15 302      |
| 2.    | Вооруженные Силы    | Л. Витославский Москва · И. Фельдман (Фрунзе) · А. Ильин Москва      | 14 887      |
| 3.    | Динамо-3            | А. Старостин Москва · М. Мягков Москва · И. Шварц Московская область | 14 322      |